# Bunchosia nitida
Bunchosia nitida là một loài thực vật có hoa trong họ Malpighiaceae. Loài này được (Jacq.) A.Rich. mô tả khoa học đầu tiên năm 1811.

## Hình ảnh

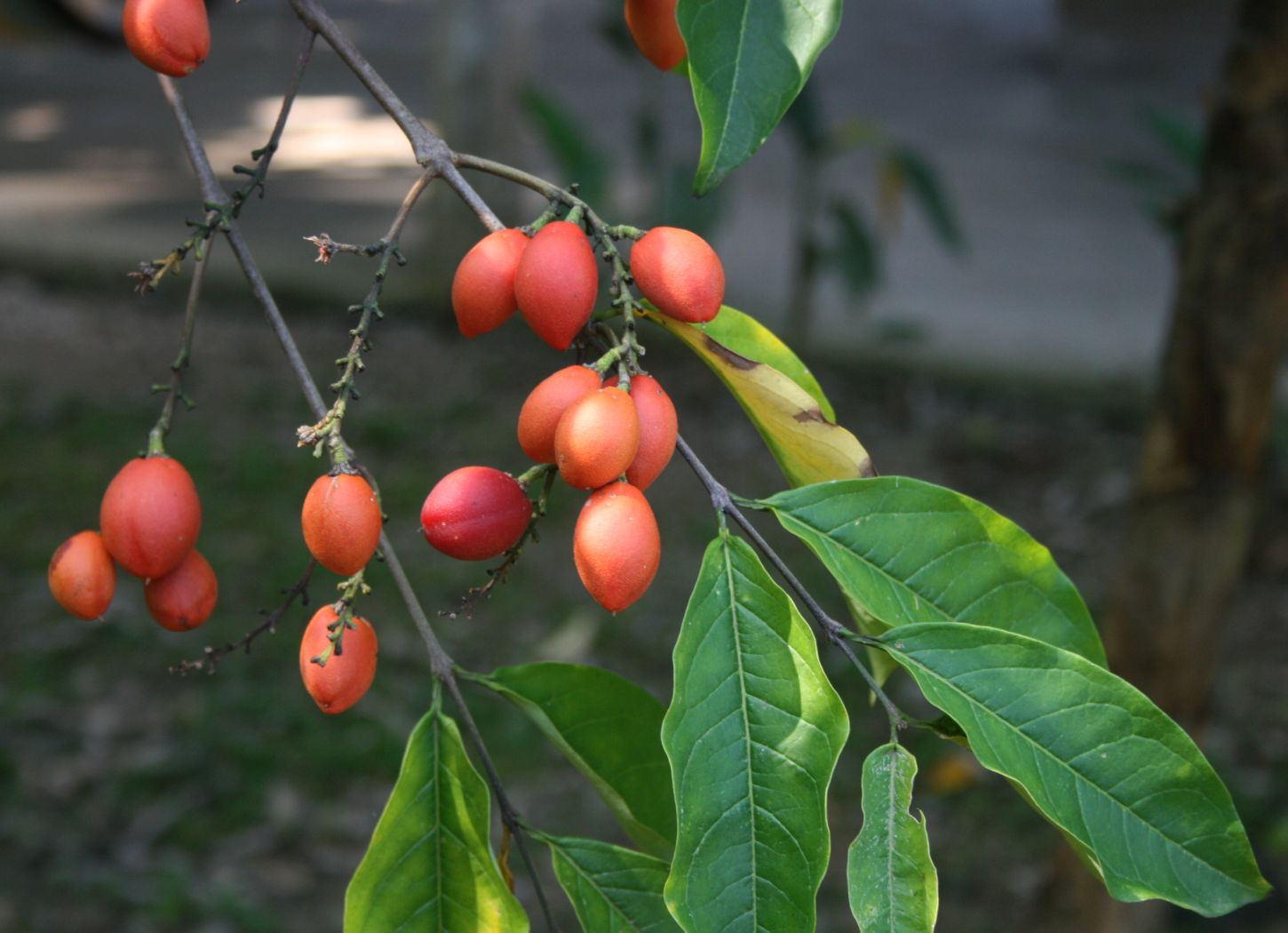